# Xã Des Moines, Quận Lee, Iowa
Xã Des Moines (tiếng Anh: Des Moines Township) là một xã thuộc quận Lee, tiểu bang Iowa, Hoa Kỳ. Năm 2010, dân số của xã này là 721 người.